# Thraulodes tenulineus
Thraulodes tenulineus är en dagsländeart som beskrevs av Lugo-ortiz och Mccafferty 1996. Thraulodes tenulineus ingår i släktet Thraulodes och familjen starrdagsländor. Inga underarter finns listade i Catalogue of Life.